# Hrabstwo Caddo

Piramida wieku mieszkańców hrabstwa

Caddo – hrabstwo w stanie Oklahoma w USA. Założone 6 sierpnia 1901 roku. Populacja liczy 30 150 mieszkańców (stan według spisu z 2000 roku).
Powierzchnia hrabstwa to 3342 km² (w tym 31 km² stanowią wody). Gęstość zaludnienia wynosi 9 osób/km².

## Miasta
- Anadarko
- Apache
- Binger
- Bridgeport
- Carnegie
- Cement
- Cyril
- Eakly
- Fort Cobb
- Gracemont
- Hinton
- Lookeba